# Zoo de Pittsburgh
Le zoo de Pittsburgh est l'une des six combinaisons majeures d'un zoo et d'un aquarium aux États-Unis. Situé à Highland Park, à Pittsburgh dans l'état de Pennsylvanie, le zoo s'étend sur 31 hectares (77 acres) avec plus de 4000 animaux dont 475 espèces, incluant 20 espèces menacées ou en danger.
Le 14 juin 1898, le zoo de Pittsburgh ouvre ses portes au public après une donation de 125 000 $ du philanthrope Christopher Lyman Magee (en).